# Абауй-Торна

Герб Абауй-Торна

Абауй-Торна (венг. Abaúj-Torna) — комитат Венгерского королевства. Площадь 3261 км². Горист, плодороден, земля обильно оводняется реками Горнад и Бодва. Основные направления деятельности — скотоводство, виноделие, горное дело (золото, серебро, медь, свинец). Жителей — 180 000 (по данным 1909 года было 160 000), из них 120 тыс. мадьяр, 48 тыс. словаков, 10 тыс. немцев, до 2 тыс. русин. 103 тыс. римских католиков, 18 тыс. православных, 47 тыс. протестантов, 12 тыс. евреев. Главный город — Кашау (ныне Кошице) (40 тыс. жит.).
Создан путём объединения комитатов Абауй и Торна.

## Население
| Год  | Численность | Численность |
| ---- | ----------- | ----------- |
| 1910 | 202 282     | [ 2 ]       |

Абаньи (также Абауй, Abaujvàr) — комитат в Верхней Венгрии, граничит на севере с комитатами Шарошем и Сепешем, на востоке и юге — с Земпленом, на западе — с Торною и Боршодом, занимает пространство в 2873 км². Лесистая местность — одна из плодороднейших и наиболее орошённых в Венгрии. В части, граничащей с Земпленом, производят вино, мало уступающее токайскому. Жители активно занимаются скотоводством и разработкой рудников, богатых золотом, серебром, медью и свинцом; в комитате — много минеральных источников. На 1880 год общая численность жителей достигала 163 766 человек: 108 316 мадьяр, 42 516 словаков, 8116 немцев, 4818 русинов. Более половины населения — католического вероисповедания, остальные — реформаты, иудеи и лютеране; русины принадлежат к греко-восточной церкви. Главный город комитата — Кашау.
Деревня Деренк была расселена в 1943 году.